# 籍孺
籍孺（?—?）是漢朝漢高祖的宦官。

## 生平
史書對籍孺的記載不多，主要在司馬迁的《史記》內提及。《史記》〈佞幸列傳〉直指籍孺無才能，只靠佞幸高祖得寵。〈樊酈滕灌列傳〉則記載：公元前196年，黥布起兵作亂，高祖佯病避戰，後來因情勢危急，樊噲等大臣直闖入宮中，發現高祖正睡在一位宦官的身上，〈樊酈滕灌列傳〉中並沒有指明當時的宦官是誰，但在〈佞幸列傳〉中曾指籍孺得高祖寵幸，故後人推測當時的宦官可能就是籍孺。